# 솔트강

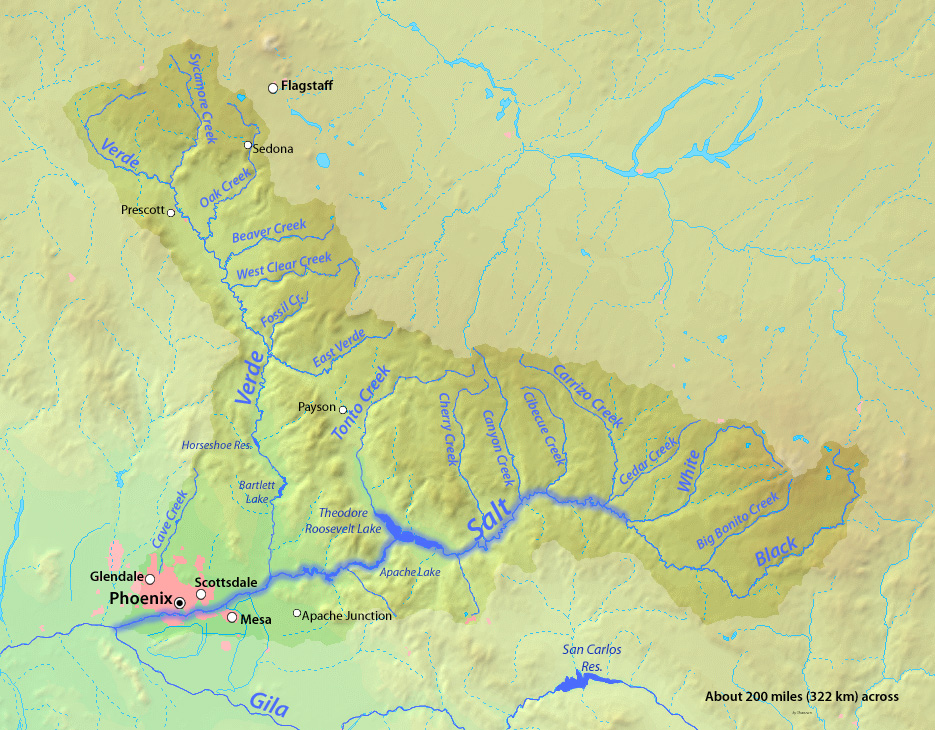
솔트강의 위치를 나타내는 지도

솔트강(Salt River)은 콜로라도강의 지류인 힐러강의 최대 지류 강으로서 애리조나주 화이트산에서 발원하여 320km를 흐르다가 피닉스에서 힐러강에 합류한다. 유역은 35,000km2다.